# Плямиста акула тасманійська
Плямиста акула тасманійська (Asymbolus vincenti) — акула з роду Австралійська плямиста акула родини Котячі акули. Інша назва «затокова котяча акула».

## Опис
Максимальна довжина досягає 61 см. Маленька акула з коротким округлим рилом. Тулуб витягнутий, стрункий. Хвіст тонкий. В іншому схожий на інших представників свого роду. Забарвлення тіла шоколадно-коричневе, вкрите численними білими плямами.

## Спосіб життя
Прибережний донний вид, що зустрічається на глибинах від 27 до 650 м. Полюбляє теплі воді — 33-42 °C. Живиться донними істотами, бентофаг. Полює переважно на невеличку рибу та ракоподібних.
Це яйцекладна акула. Самиця відкладає 1 яйце довжиною 5 см з довгими вусиками.
Для людини абсолютно безпечна.

## Розповсюдження
Мешкає на півдні Австралії (від Західної провінції до Тасманії й Нового Південного Вельсу).